# Ernst Lammel
Ernst Lammel (* 24. Mai 1908 in Großpriesen, Bezirk Außig, Österreich-Ungarn; † 20. Dezember 1988 in Gauting bei München) war ein deutscher Mathematiker und Hochschullehrer.

## Leben
Nach dem Schulbesuch studierte er Mathematik und promovierte 1935 an der Deutschen Universität Prag, wo er sich 1938 habilitierte. Ab 1943 war er als Professor für Mathematik an der Deutschen Technischen Hochschule Prag tätig. Nach dem Zweiten Weltkrieg ließ er sich in der späteren Bundesrepublik Deutschland nieder, wo er zunächst an der PTH Passau und dann in Regensburg lehrte. 1950 ging er als Professor nach Argentinien und war nach seiner Rückkehr als Professor an der Technischen Universität München tätig.

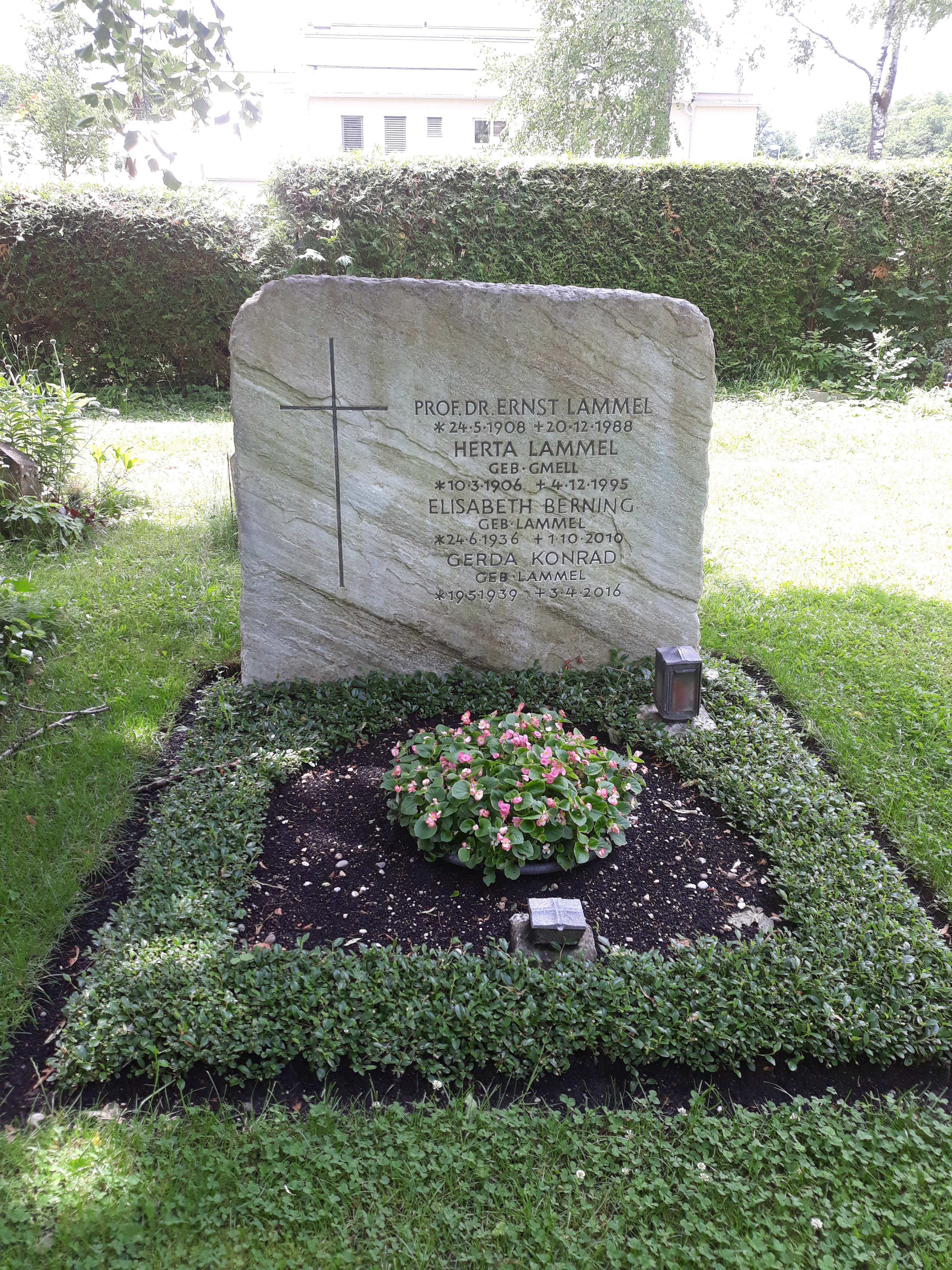
Das Grab von Ernst Lammel und seiner Ehefrau Herta geborene Gmell auf dem Waldfriedhof in Gauting

Nach Angabe der tschechischen Historikerin Milena Josefovičová war Lammel vor 1945 Mitglied folgender Organisationen: Sudetendeutsche Partei, NSDAP und RSV.

## Schriften (Auswahl)
- Über eine Verallgemeinerung der Gleichverteilung und ihre Anwendung in der Funktionentheorie. In: Monatshefte für Mathematik und Physik 45 (1936), S. 366–378.
- Über Reihen von der Form 532-1532-1532-1. In: Monatshefte für Mathematik und Physik 46 (1937), S. 432–440.
- Über Approximation im Einheitskreise regulärer Funktionen eines komplexen Argumentes. In:  Monatshefte für Mathematik 49 (1941), S. 199–208.